# Jill Biden
Jill Biden (n. 3 iunie 1951, Hammonton, New Jersey, SUA) este o profesoară americană, care a fost A Doua Doamnă a Statelor Unite, din 2009 până în 2017, când soțul ei, Joe Biden, a deținut funcția de vicepreședinte al Statelor Unite, și Prima Doamnă, în timpul mandatului de președinte al acestuia, din 2021 până în 2025.